# Martynas Alekna
Martynas Alekna (* 25. August 2000 in Vilnius) ist ein litauischer Leichtathlet, der sich auf den Diskuswurf spezialisiert hat.

## Leben
Martynas Alekna ist der Sohn von Olympiasieger Virgilijus Alekna (* 1972) und auch sein jüngerer Bruder Mykolas Alekna (* 2002) ist als Diskuswerfer aktiv.
Nach dem Abitur 2021 am privaten Saulės-Gymnasium Vilnius begann er das Studium an der University of California in Berkeley (USA). Er wurde Nike-Botschafter für die Sportland-Kampagne "Start in die Zukunft".

## Sportliche Laufbahn
Erste internationale Erfahrungen sammelte Mykolas Alekna im Jahr 2018, als er bei den U20-Weltmeisterschaften in Tampere mit einer Weite von 57,30 m den zehnten Platz im Diskuswurf belegte. Im Jahr darauf gelangte er bei den U20-Europameisterschaften in Borås mit 55,81 m auf den elften Platz und 2021 belegte er bei den U23-Europameisterschaften in Tallinn mit 57,25 m den siebten Platz. 2023 schied er dann bei den Weltmeisterschaften in Budapest mit 62,57 m in der Qualifikationsrunde aus. Im Jahr darauf verpasste er bei den Europameisterschaften in Rom mit 61,18 m den Finaleinzug, ehe er auch bei den Olympischen Sommerspielen in Paris mit 58,66 m in der Vorrunde ausschied.
2024 wurde Alekna litauischer Meister im Diskuswurf.